# گمینا کامینگ (استان لوبلین)
گمینا کامینگ (استان لوبلین) (به لهستانی:  Gmina Kamień) یک گمینا در لهستان است که در شهرستان خوم واقع شده‌است. گمینا کامینگ ۹۶٫۹ کیلومتر مربع مساحت و ۴٬۰۳۷ نفر جمعیت دارد.